# پریمر، نیو ساوت ولز
پریمر (به انگلیسی: Premer) یک شهرک در استرالیا است که در نیو ساوت ولز واقع شده‌است.